# Artin-Schreier-Theorie
Die Artin-Schreier-Theorie gehört in der Mathematik zur Körpertheorie. Für Körper positiver Charakteristik {\displaystyle p} beschreibt sie abelsche Galois-Erweiterungen vom Exponenten {\displaystyle p} und ergänzt damit die Kummer-Theorie. Sie ist benannt nach Emil Artin und Otto Schreier.

## Motivation: zyklische Erweiterungen vom Grad p
Sei {\displaystyle K} ein Körper der Charakteristik {\displaystyle p.} Der Ausgangspunkt der Artin-Schreier-Theorie ist das Artin-Schreier-Polynom
{\displaystyle f_{a}(X)=X^{p}-X-a}
für ein {\displaystyle a\in K.} Aus dem kleinen Satz von Fermat oder abstrakter aus den Eigenschaften des Frobeniushomomorphismus folgt: Für {\displaystyle c\in \mathbb {F} _{p}=\mathbb {Z} /p\mathbb {Z} } ist {\displaystyle f_{a}(X+c)=f_{a}(X).} Daraus ergibt sich: Ist {\displaystyle \omega } eine Nullstelle von {\displaystyle f_{a}(X)} in einem Erweiterungskörper von {\displaystyle K,} dann sind die weiteren Nullstellen {\displaystyle \omega +1,\omega +2,\dots ,\omega +(p-1).} Hat {\displaystyle f_{a}(X)} keine Nullstelle in {\displaystyle K,} ist es folglich irreduzibel, und der Erweiterungskörper {\displaystyle K(\omega )/K} ist galoissch mit Galois-Gruppe {\displaystyle \mathbb {Z} /p\mathbb {Z} ,} erzeugt von {\displaystyle \omega \mapsto \omega +1.}
Sei umgekehrt {\displaystyle L/K} eine Galois-Erweiterung vom Grad {\displaystyle p} und {\displaystyle \sigma } ein Erzeuger der Galois-Gruppe. Nach dem Normalbasissatz existiert ein {\displaystyle x\in L,} sodass {\displaystyle x,\sigma x,\dots ,\sigma ^{p-1}x} eine Basis von {\displaystyle L} als {\displaystyle K}-Vektorraum ist. Nach Konstruktion ist die Spur
{\displaystyle {\text{Spur}}_{L/K}(x)=x+\sigma x+\dots +\sigma ^{p-1}x}
nicht 0. Setze
{\displaystyle \omega =-{\frac {1}{{\text{Spur}}_{L/K}(x)}}\sum _{k=1}^{p-1}k\cdot \sigma ^{k}x.}
Dann ist
{\displaystyle {\begin{aligned}\sigma (\omega )&=-{\frac {1}{{\text{Spur}}_{L/K}(x)}}\sum _{k=1}^{p-1}k\cdot \sigma ^{k+1}x\\&=-{\frac {1}{{\text{Spur}}_{L/K}(x)}}\left(\sum _{k=0}^{p-1}(k+1)\cdot \sigma ^{k+1}x-\sum _{k=0}^{p-1}\sigma ^{k+1}x\right)\\&=-{\frac {1}{{\text{Spur}}_{L/K}(x)}}\sum _{k=1}^{p}k\cdot \sigma ^{k}x+1\\&=\omega +1\end{aligned}}}
und folglich
{\displaystyle \sigma (\omega ^{p}-\omega )=(\sigma \omega )^{p}-\sigma \omega =(\omega +1)^{p}-(\omega +1)=\omega ^{p}-\omega .}
Daher ist {\displaystyle a=\omega ^{p}-\omega } invariant unter der Galois-Gruppe, liegt also in {\displaystyle K.}
Das so konstruierte Element {\displaystyle a\in K} hängt von der Wahl von {\displaystyle x} ab, aber in kontrollierter Weise: Ist {\displaystyle \omega _{1}\in L} ein anderes Element mit {\displaystyle \sigma \omega _{1}=\omega _{1}+1,} dann ist {\displaystyle \sigma (\omega -\omega _{1})=(\omega +1)-(\omega _{1}+1)=\omega -\omega _{1},} also ist {\displaystyle \omega _{1}=\omega +d} mit einem Element {\displaystyle d\in K,} und
{\displaystyle \omega _{1}^{p}-\omega _{1}=(\omega +d)^{p}-(\omega +d)=\omega ^{p}+d^{p}-\omega -d=a+(d^{p}-d).}
Folglich ist die Restklasse von {\displaystyle a} modulo {\displaystyle \{d^{p}-d:d\in K\}} eindeutig bestimmt.

## Resultate
Sei {\displaystyle K} ein Körper der Charakteristik {\displaystyle p>0.}
- Sei {\displaystyle \wp K=\{d^{p}-d:d\in K\}.} Die Abbildung, die einem Element {\displaystyle a\in K} den Zerfällungskörper des Polynoms {\displaystyle X^{p}-X-a} zuordnet, induziert eine Bijektion von {\displaystyle (K/\wp K)\setminus \{0\}} auf die Menge der Isomorphieklassen von Galois-Erweiterungen von {\displaystyle K} vom Grad {\displaystyle p.}

Die allgemeinere Fassung von Ernst Witt lautet:
- Sei {\displaystyle K^{\text{sep}}} ein separabler Abschluss von {\displaystyle K} und {\displaystyle \wp :K^{\text{sep}}\to K^{\text{sep}}} der additive Gruppenhomomorphismus {\displaystyle x\mapsto x^{p}-x.} Dann gibt es die folgende explizite Bijektion zwischen der Menge der Untergruppen von {\displaystyle K/\wp K} und der Menge der (nicht notwendigerweise endlichen) abelschen Erweiterungen von {\displaystyle K} vom Exponenten {\displaystyle p} (d. h. für jedes Element {\displaystyle \sigma } der Galoisgruppe gilt {\displaystyle \sigma ^{p}={\text{id}}}): Eine Untergruppe von {\displaystyle \Delta \subseteq K/\wp K} werde mit ihrem Urbild in {\displaystyle K} identifiziert. Dann ist {\displaystyle K(\wp ^{-1}(\Delta ))/K} die zugehörige abelsche Erweiterung vom Exponenten {\displaystyle p.} Für endliche Untergruppen {\displaystyle \Delta \subseteq K/\wp K} ist {\displaystyle [K(\wp ^{-1}(\Delta )):K]=|\Delta |.} Die Umkehrabbildung ordnet einer Erweiterung {\displaystyle L/K} die Gruppe {\displaystyle (K\cap \wp L)/\wp K} zu.

## Galoiskohomologische Interpretation
Sei weiterhin {\displaystyle K} ein Körper der Charakteristik {\displaystyle p,} {\displaystyle K^{\text{sep}}} ein separabler Abschluss von {\displaystyle K} und {\displaystyle \wp \colon K^{\text{sep}}\to K^{\text{sep}},\ x\mapsto x^{p}-x.} Sei außerdem {\displaystyle G_{K}={\text{Gal}}(K^{\text{sep}}/K)} die absolute Galoisgruppe von {\displaystyle K.} Das Polynom {\displaystyle X^{p}-X-a} ist für jedes {\displaystyle a\in K^{\text{sep}}} separabel, weil seine Ableitung {\displaystyle pX^{p-1}-1=-1} ist. Deshalb ist der Homomorphismus {\displaystyle \wp \colon K^{\text{sep}}\to K^{\text{sep}}} surjektiv. Sein Kern ist {\displaystyle \mathbb {F} _{p}=\mathbb {Z} /p\mathbb {Z} .} Man erhält also eine kurze exakte Sequenz von {\displaystyle G_{K}}-Moduln:
{\displaystyle 0\to \mathbb {Z} /p\mathbb {Z} \to K^{\text{sep}}{\stackrel {\wp }{\longrightarrow }}K^{\text{sep}}\to 0.}
Sie induziert in der Galoiskohomologie eine lange exakte Sequenz
{\displaystyle 0\to \mathbb {Z} /p\mathbb {Z} \to K{\stackrel {\wp }{\longrightarrow }}K\to {\text{Hom}}(G_{K},\mathbb {Z} /p\mathbb {Z} )\to H^{1}(G_{K},K^{\text{sep}})=0.}
Dabei wurde verwendet:
- {\displaystyle H^{0}(G_{K},K^{\text{sep}})=K.}
- {\displaystyle H^{1}(G_{K},\mathbb {Z} /p\mathbb {Z} )={\text{Hom}}(G_{K},\mathbb {Z} /p\mathbb {Z} )} (stetige Homomorphismen), weil {\displaystyle G_{K}} trivial auf {\displaystyle \mathbb {Z} /p\mathbb {Z} } operiert.
- {\displaystyle H^{1}(G_{K},K^{\text{sep}})=0,} weil {\displaystyle H^{1}(G_{K},K^{\text{sep}})=\varinjlim H^{1}({\text{Gal}}(L/K),L)} über alle endlichen Galois-Erweiterungen von {\displaystyle K} ist. Mit einer Verallgemeinerung des oben angegebenen Arguments mit dem Normalbasissatz kann man {\displaystyle H^{1}({\text{Gal}}(L/K),L)=0} zeigen.

Für die Betrachtung von Erweiterungen vom Grad {\displaystyle p} ist die allgemeine Aussage aber nicht erforderlich: Sei {\displaystyle L/K} eine Galois-Erweiterung vom Grad {\displaystyle p.} Dann ist {\displaystyle {\text{Gal}}(L/K)\cong \mathbb {Z} /p\mathbb {Z} ,} und durch Verkettung mit der Projektion {\displaystyle G_{K}\to {\text{Gal}}(L/K)} erhält man einen Homomorphismus {\displaystyle h\colon G_{K}\to \mathbb {Z} /p\mathbb {Z} .} Mit der Einbettung {\displaystyle \mathbb {Z} /p\mathbb {Z} \to K^{\text{sep}}} erhält man einen 1-Kozykel {\displaystyle c\in H^{1}(G_{K},K^{\text{sep}}),} der aber schon in der Untergruppe {\displaystyle H^{1}({\text{Gal}}(L/K),L)} liegt. Das oben konstruierte Element {\displaystyle \omega \in L} hat die Eigenschaft {\displaystyle c(\sigma )=\sigma \omega -\omega } für alle {\displaystyle \sigma \in {\text{Gal}}(L/K),} also ist {\displaystyle c} ein 1-Korand. Die allgemeine gruppenkohomologische Konstruktion zeigt, dass {\displaystyle \wp (\omega )} ein Urbild von {\displaystyle h} unter dem Verbindungshomomorphismus ist.
Ist umgekehrt {\displaystyle a\in K} gegeben, kann man ein Urbild {\displaystyle \omega \in \wp ^{-1}(a)} wählen, und der Homomorphismus {\displaystyle h\colon G_{K}\to \mathbb {Z} /p\mathbb {Z} } ist {\displaystyle h(\sigma )=\sigma \omega -\omega .} Der Kern von {\displaystyle h} und {\displaystyle L=K(\omega )} entsprechen einander unter der Galois-Korrespondenz.
Also ist der sich aus der langen exakten Sequenz ergebende Isomorphismus {\displaystyle K/\wp K\to {\text{Hom}}(G_{K},\mathbb {Z} /p\mathbb {Z} )} mit der weiter oben erläuterten expliziten Konstruktion identisch.
Für die allgemeinere Aussage über Untergruppen muss man noch Untergruppen von {\displaystyle {\text{Hom}}(G_{K},\mathbb {Z} /p\mathbb {Z} )} mit Erweiterungen vom Exponenten {\displaystyle p} identifizieren: Einer Untergruppe {\displaystyle \Delta \subseteq {\text{Hom}}(G_{K},\mathbb {Z} /p\mathbb {Z} )} entspricht der Fixkörper von {\displaystyle \textstyle \bigcap _{h\in \Delta }\ker(h),} einer abelschen Erweiterung {\displaystyle L/K} vom Exponenten {\displaystyle p} entspricht die Untergruppe der Homomorphismen, die über den Quotienten {\displaystyle G_{K}\to {\text{Gal}}(L/K)} faktorisieren.

## Artin-Schreier-Symbol und Klassenkörpertheorie
Das Artin-Schreier-Symbol ist eine Ergänzung zum Potenzrestsymbol und dient wie dieses der expliziten Beschreibung der lokalen Reziprozitätsabbildung und führt so zu einer Teilaussage des Existenzsatzes der lokalen Klassenkörpertheorie. Sei {\displaystyle K} ein lokaler Körper der Charakteristik {\displaystyle p>0,} d. h. isomorph zu einem formaler Laurentreihenkörper {\displaystyle \mathbb {F} _{q}((T))} für eine Potenz {\displaystyle q=p^{e}.} Das Artin-Schreier-Symbol entsteht aus der kohomologischen Paarung
{\displaystyle K/\wp K\times G_{K}\to \mathbb {Z} /p\mathbb {Z} }
durch Verkettung mit der Reziprozitätsabbildung {\displaystyle ({-},{*}/K)\colon K^{*}\to G_{K}^{\text{ab}}.} Ist {\displaystyle a\in K} und {\displaystyle \omega \in K^{\text{sep}}} mit {\displaystyle \wp (\omega )=a} und {\displaystyle b\in K^{*},} dann gilt:
{\displaystyle [a,b)=(b,{*}/K)\omega -\omega .}
Das Artin-Schreier-Symbol induziert eine nicht ausgeartete Bilinearform
{\displaystyle K/\wp K\times K^{*}/(K^{*})^{p}\to \mathbb {Z} /p\mathbb {Z} .}
Weitere Eigenschaften sind:
- Es gilt {\displaystyle [a,b)=0} genau dann, wenn {\displaystyle b} eine Norm in der Erweiterung {\displaystyle K(\omega )/K} ist.
- Es gilt {\displaystyle [a,a)=0} für alle {\displaystyle a\in K^{*}.}

Das Artin-Schreier-Symbol hat die folgende explizite Beschreibung: Sei {\displaystyle dT} ein Symbol, {\displaystyle \Omega =\mathbb {F} _{q}((T))\cdot dT} der eindimensionale, von {\displaystyle dT} aufgespannte Vektorraum sowie
{\displaystyle d\colon \mathbb {F} _{q}((T))\to \Omega ,\ \ \sum a_{n}T^{n}\mapsto \left(\sum a_{n}\cdot nT^{n-1}\right)dT}
und die Residuenabbildung
{\displaystyle {\text{res}}\colon \Omega \to \mathbb {F} _{q},\ \ \left(\sum a_{n}T^{n}\right)dT\mapsto a_{-1}.}
(Die Konstruktion ist unabhängig vom Isomorphismus {\displaystyle K\cong \mathbb {F} _{q}((T)).}) Für {\displaystyle a\in K} und {\displaystyle b\in K^{*}} ist dann:
{\displaystyle [a,b)={\text{Spur}}_{\mathbb {F} _{q}/\mathbb {F} _{p}}\ {\text{res}}\left(a\cdot {\frac {db}{b}}\right).}
Aus dieser Formel kann man nachweisen, dass das Artin-Schreier-Symbol wie behauptet nicht ausgeartet ist. Daraus folgt, dass ein Element in {\displaystyle K^{*},} das für jede Galois-Erweiterung {\displaystyle L/K} vom Grad {\displaystyle p} in der Normengruppe {\displaystyle N_{L/K}L^{*}} liegt, eine {\displaystyle p}-te Potenz ist. Daraus folgt, dass der Schnitt aller Normengruppen trivial ist, ein wesentlicher Schritt (je nach Zugang) im Beweis des lokalen Existenzsatzes.
Die lokalen Artin-Schreier-Symbole lassen sich auch zu einer globalen Paarung
{\displaystyle \mathbb {A} _{K}/\wp \mathbb {A} _{K}\times I_{K}/I_{K}^{p}\to \mathbb {Z} /p\mathbb {Z} }
(dabei {\displaystyle \mathbb {A} _{K}} der Adelring und {\displaystyle I_{K}=\mathbb {A} _{K}^{*}} die Idelgruppe) zusammensetzen und für den Beweis des globalen Existenzsatzes im Funktionenkörperfall benutzen.

## Geometrische Sichtweise
Im Zentrum der geometrischen Betrachtung steht der Artin-Schreier-Morphismus
{\displaystyle \wp =F-1:\mathbb {G} _{a}\to \mathbb {G} _{a},}
der als Lang-Isogenie für die additive Gruppe {\displaystyle \mathbb {G} _{a}=\mathbb {A} ^{1}} aufgefasst werden kann ({\displaystyle F} ist der relative Frobeniusmorphismus). {\displaystyle \wp } ist eine (zusammenhängende und mithin nicht triviale) étale Galois-Überlagerung mit Gruppe {\displaystyle \mathbb {Z} /p\mathbb {Z} .} Die Existenz von {\displaystyle \wp } zeigt, dass die geometrische étale Fundamentalgruppe der affinen Geraden nicht trivial ist, im Unterschied zur Situation in Charakteristik 0.
Ein Körperelement {\displaystyle a\in K} entspricht einem Morphismus {\displaystyle a:{\text{Spec }}K\to \mathbb {G} _{a},} und die Faser von {\displaystyle \wp } über {\displaystyle a} ist entweder der triviale {\displaystyle \mathbb {Z} /p\mathbb {Z} }-Torsor oder die durch das Polynom {\displaystyle X^{p}-X-a} definierte Artin-Schreier-Erweiterung von {\displaystyle K.}
Zum Artin-Schreier-Torsor assoziierte Garben sind relevant für die Fourier-Deligne-Transformation.

## Artin-Schreier-Witt-Theorie
Die hier skizzierte Theorie verallgemeinert die Artin-Schreier-Theorie auf Erweiterungen, deren Exponent eine Potenz von {\displaystyle p} ist. Sie ist der Inhalt der Arbeit von Witt, in der er die Wittvektoren einführt. Der erste Teil ist eine allgemeine Aussage über abelsche Erweiterungen von Körpern der Charakteristik {\displaystyle p,} der zweite Teil eine explizite Beschreibung eines Teils der lokalen Klassenkörpertheorie im Fall von Funktionenkörpern.
Sei wieder {\displaystyle K} ein Körper der Charakteristik {\displaystyle p,} {\displaystyle K^{\text{sep}}} ein separabler Abschluss von {\displaystyle K} und {\displaystyle G_{K}={\text{Gal}}(K^{\text{sep}}/K)} die absolute Galois-Gruppe von {\displaystyle K.} Sei {\displaystyle W_{n}} die Gruppe der {\displaystyle p}-typischen Wittvektoren der Länge {\displaystyle n} und {\displaystyle F} der Frobeniushomomorphismus
{\displaystyle (x_{0},\dots ,x_{n-1})\mapsto (x_{0}^{p},\dots ,x_{n-1}^{p}).}
Mit
{\displaystyle \wp :W_{n}(K^{\text{sep}})\to W_{n}(K^{\text{sep}}),\ \ x\mapsto F(x)-x}
ist
{\displaystyle 0\to \mathbb {Z} /p^{n}\mathbb {Z} \to W_{n}(K^{\text{sep}}){\stackrel {\wp }{\longrightarrow }}W_{n}(K^{\text{sep}})\to 0}
eine exakte Sequenz von {\displaystyle G_{K}}-Moduln, wobei {\displaystyle \mathbb {Z} /p^{n}\mathbb {Z} \cong W_{n}(\mathbb {F} _{p})} verwendet wurde. Die Galois-Kohomologie {\displaystyle H^{1}(G_{K},W_{n})} verschwindet, weil die Quotienten bezüglich der {\displaystyle V}-Filtrierung isomorph zu {\displaystyle K^{\text{sep}}} sind und {\displaystyle H^{1}(G_{K},K^{\text{sep}})=0} gilt (siehe oben). Also ist {\displaystyle H^{1}(G_{K},\mathbb {Z} /p^{n}\mathbb {Z} )\cong W_{n}(K)/\wp W_{n}(K),} und wie oben erhält man daraus eine Korrespondenz zwischen abelschen Erweiterungen, deren Exponent ein Teiler von {\displaystyle p^{n}} ist, und Untergruppen von {\displaystyle W_{n}(K)/\wp W_{n}(K).}
Sei {\displaystyle K\cong \mathbb {F} _{q}((T))} ein lokaler Körper (formale Laurentreihen). Zu einem Wittvektor {\displaystyle a\in W_{n}(K)} und einem Körperelement {\displaystyle b\in K^{*}} definiert Witt eine zentrale einfache Algebra {\displaystyle A_{[a,b)},} die von {\displaystyle u} und den kommutierenden Elementen {\displaystyle v_{0},\dots ,v_{n-1}} mit den Relationen
{\displaystyle u^{p^{n}}=b,\ \wp (v)=a,\ v^{u}=v+1}
erzeugt wird. Dabei wird mit {\displaystyle v=(v_{0},\dots ,v_{n-1})} als einem Wittvektor gerechnet, und {\displaystyle v^{u}} steht für den Wittvektor {\displaystyle (uv_{0}u^{-1},\dots ,uv_{n-1}u^{-1}).} Sei {\displaystyle \omega \in W_{n}(K^{\text{sep}})} mit {\displaystyle \wp (\omega )=a} und {\displaystyle L=K(\omega )=K(\omega _{0},\dots ,\omega _{n-1}),} außerdem {\displaystyle ({-},L/K)} die Reziprozitätsabbildung. Das Artin-Schreier-Witt-Symbol ist definiert als
{\displaystyle [a,b)=(b,L/K)(\omega )-\omega \in W_{n}(\mathbb {F} _{p})\cong {\tfrac {1}{p^{n}}}\mathbb {Z} /\mathbb {Z} \subset \mathbb {Q} /\mathbb {Z} ;}
es ist eine nichtausgeartete bilineare Paarung
{\displaystyle W_{n}(K)/\wp W_{n}(K)\times K^{*}/(K^{*})^{p^{n}}\to \mathbb {Q} /\mathbb {Z} .}
Es ist {\displaystyle [a,b)=0} genau dann, wenn {\displaystyle b\in N_{L/K}(K^{*})} gilt.
Der Wert des Symbols ist gleich der Invariante der zentralen einfachen Algebra: {\displaystyle [a,b)={\text{inv}}(A_{[a,b)}).} Witt gibt auch eine Beschreibung der Invariante als ein auf Wittvektoren von Laurentreihen fortgesetztes Residuum.